# Mýto pod Ďumbierom
Mýto pod Ďumbierom (bis 1927 slowakisch „Mýto“; deutsch Mauth, ungarisch Vámos – bis 1888 Mitó) ist ein Ort und eine Gemeinde im Okres Brezno (Banskobystrický kraj) in der Mitte der Slowakei, mit 500 Einwohnern (Stand 31. Dezember 2024).

## Geographie

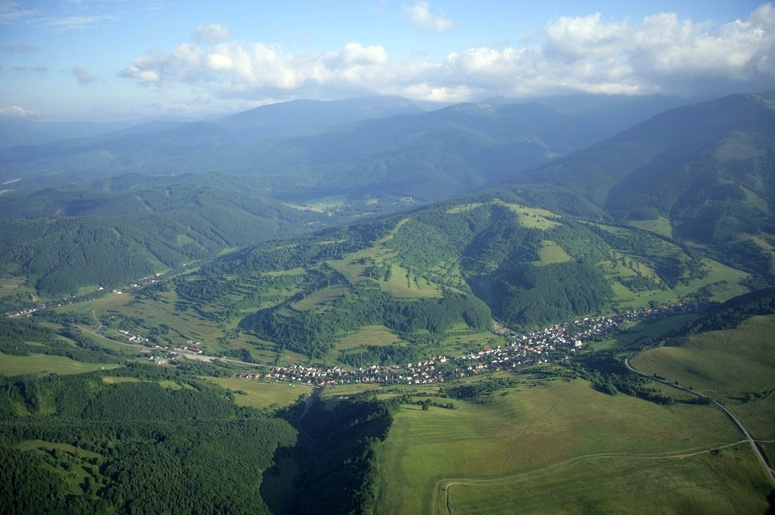
Mýto pod Ďumbierom mit umliegender Landschaft von einem Ballon aus gesehen

Die Gemeinde liegt im Ostteil der Region Horehronie (Oberes Grantal) am Bach Štiavnička. Das Gemeindegebiet liegt im Vorgebirge der Niederen Tatra unter dem Berg Ďumbier (2046 m n.m.), der höchsten Erhebung der Niederen Tatra. Neben dem in Richtung Podbrezová ausgerichteten Tal gibt es Pässe, Pohansko (733 m n.m.), südöstlich des Ortes zur Stadt Brezno, und Čertovica (1232 m n.m.), weiter talaufwärts in die Landschaft Liptau. Das Ortszentrum ist 10 Kilometer von Brezno und 42 Kilometer von Banská Bystrica gelegen.

## Geschichte
Der Ort wurde im 15. Jahrhundert auf einem Weg zum Sattel Čertovica gegründet und war der Stadt Briesen untertan. Hier war Standort einer Mautstelle. Dazu war er ein Aufenthaltsort örtlicher Bergleute, die an einer Goldwäsche oder in einer Kohlebrennerei arbeiteten. Erst im Zuge des 17. Jahrhunderts erreichte der Ort Selbständigkeit.
Die Einwohnerzahl erreichte ihren Höhepunkt im Jahr 1940 mit etwa 1.200 Einwohnern. Heute leben ca. 500 Einwohner in der Gemeinde.

## Bevölkerung
| Jahr                | 1994 | 2004    | 2014    | 2024    |
| ------------------- | ---- | ------- | ------- | ------- |
| Anzahl der Personen | 571  | 542     | 524     | 500     |
| Unterschied         |      | −5,07 % | −3,32 % | −4,58 % |

| Jahr                | 2023 | 2024    |
| ------------------- | ---- | ------- |
| Anzahl der Personen | 502  | 500     |
| Unterschied         |      | −0,39 % |

## Sehenswürdigkeiten
- evangelische Kirche aus den 1820er Jahren
- römisch-katholische Matthiaskirche aus dem Jahr 1840
- eine Schmiedeesse aus dem Anfang des 20. Jahrhunderts

Darüber hinaus gibt es Wandermöglichkeiten in der Niederen Tatra.